# Daniel O'Mahony
Pour les articles homonymes, voir O'Mahony.

Armes des O'Mahony

Daniel O'Mahony, comte de Mahony, est un officier irlandais jacobite, lieutenant général au service du roi de France puis du roi d'Espagne qui l'a créé comte titulaire de Castille et lui a remis une commanderie de Saint-Jacques, ordre militaire dont il était grand croix. Il est décédé le 2 janvier 1714 à Ocaña (Espagne).
La vie du comte de Mahony est comme un enchaînement de combats dangereux, d'attaques hardies, d'honorables retraites ; il pouvait se prévaloir de l'avantage d'être sorti de l'une des plus anciennes familles d'Irlande, mais il a voulu se rendre considérable par son mérite personnel (Bellerive - histoire des campagnes du duc de Vendôme - p. 235)

## EnIrlande
Daniel O'Mahony est issu d'une famille noble irlandaise du royaume de Dermond. Au moment de la Glorieuse Révolution en 1688, il reste fidèle au roi catholique Jacques II. Son frère, Dermod, comme colonel, se distingua aux batailles de La Boyne, Aughrim et Limerick (où certains disent à tort qu'il fut tué). Un de ses fils, Jeremy, que l'on signala en Hollande, fut lieutenant-colonel commandant le régiment de Limerick dont sir John FitzGerald était colonel propriétaire. Daniel, ayant atteint le rang de capitaine dans les Royal Irish Foot Guards, accompagna l'armée nationale vers le continent. Parti de Rochester, il débarque en France, à Ambleteuse, le 4 janvier 1689, avec le roi Jacques II, et le suit à Saint-Germain-en-Laye.

## Au service de la France
Daniel devient major du régiment de Limerick, puis obtint un poste d'officier réformé dans le régiment de Dillon. C'est en tant que major de ce régiment qu'il s'illustre à la bataille de Crémone en 1702, gagnant le surnom de Brave de Crémone. Il est alors fait colonel, puis brigadier des armées du roi. Il est mis à la tête de la Brigade irlandaise. 

## Au service de l'Espagne
Il passe en Espagne en 1704 où il a un régiment de dragons à son nom (Mahony-Dragons). Il participe aux grandes batailles de la guerre de Succession d'Espagne : Alicante et Carthagène en 1706, Almansa et Alcira en 1707. La même année, il est commandant en chef des armées espagnoles en Sicile ; son arrivée sécurisa la possession de cette île par le roi d'Espagne et stoppa net les nombreuses conspirations en faveur de l'empereur. Alcoy en 1708, Talavera en 1710. À la bataille d'Almansa où il fit des actions étonnantes à la tête des "Mahony-Dragons", il fut fait maréchal de camp. À la bataille de Villaviciosa, remportée par le maréchal duc de Vendôme le 12 décembre 1710, et à l'issue de laquelle Philippe V acquiert définitivement le trône d'Espagne, Daniel commandait "les dragons qui tenaient en flanc la droite de l'ennemi" (histoire des campagnes du duc de Vendôme p. 165). On le trouve à Saragosse en 1710 où, à la tête des dragons espagnols, il culbuta dans l'Èbre la cavalerie portugaise et s'empara de l'artillerie ennemie. Il est également à Igualaga. Il avait été nommé lieutenant général, fait comte par le roi d'Espagne le 9 novembre 1706 et avait reçu de Philippe V une commanderie de l'ordre de Santiago. Ses hauts faits militaires sont relatés dans les campagnes du duc de Vendôme et du maréchal de Berwick.

## Famille
Daniel O'Mahony s'est marié deux fois : avec Cécilia, fille de Georges Weld, en premières noces et avec Charlotte, fille d'Henry de Bulkeley, en secondes noces. Décédé à Ocaña le 2 janvier 1714, peu après son deuxième mariage, il n'en eut pas d'enfants. Du premier lit :
- Honorée, née en Angleterre, mariée à Corneille O'Ryan, noble irlandais jacobite, mort capitaine du régiment de Berwick, tué au cours de la bataille d'Almansa le 23 avril 1707. Ils eurent plusieurs enfants nés à Saint-Germain-en-Laye entre 1695 et 1701.
- James Joseph (Jacques), né le 3 novembre 1699 à Saint-Germain-en-Laye, lieutenant général au service du Roi de Naples, épouse le 22 décembre 1739 Anne, fille de Thomas Clifford (1687-1718) et de Charlotte Levingston, 3e comtesse de Newburgh (1694-1755). Leur fille, Cecilia Carlotta, née le 12 décembre 1740 à Naples, décédée le 18 février 1780 à Rome épouse à Naples, le 18 mai 1757, Benedetto, 5e prince Giustiniani, né le 11 juillet 1735 à Rome, décédé le 26 février 1793 à Rome, dont elle a Donna Cecilia (1796-1877) qui épouse Charles, 4e marquis de Bandi et Don Vincenzo, 6e prince Giustiniani et 6e comte de Newburgh qui épouse Nicolette Grillo, dei duchi della Montadragona.
- Dermitius (Demetrius), né le 18 décembre 1702 à Saint-Germain-en-Laye, lieutenant-général au service du roi d'Espagne et ambassadeur à Vienne, mort sans postérité.
- Mary Anne, née le 18 octobre 1701, mariée en 1722 à Richard Cantillon (célèbre banquier, économiste et démographe irlandais, le "père de l'économie politique", assassiné à Londres en 1734) et en 1735 François de Bulkeley (frère de Charlotte, 2e épouse de Daniel)
- Jean-Georges, né le 13 septembre 1704 à Saint-Germain-en-Laye.